# Cristina Chirichella
Cristina Chirichella (Napoli, 10 febbraio 1994) è una pallavolista italiana, centrale dell'Imoco.

## Carriera

### Club
La carriera di Cristina Chirichella inizia nella stagione 2010-11 quando entra a far parte della squadra della federazione italiana del Club Italia, con cui partecipa al campionato di Serie B1 per due annate.
Nella stagione 2012-13 viene ingaggiata dalla Robursport Pesaro in Serie A1, mentre, nel campionato successivo veste la maglia del neopromosso Ornavasso. Nell'annata 2014-15 passa all'AGIL, aggiudicandosi tre Coppe Italia, lo scudetto 2016-17, la Supercoppa italiana 2017, la Champions League 2018-19, la WEVZA Cup 2023 e la Challenge Cup 2023-24.
Nella stagione 2024-25, dopo dieci annate di permanenza in Piemonte, si trasferisce all'Imoco, sempre in Serie A1, con cui vince la Supercoppa italiana, il campionato mondiale per club, la Coppa Italia, lo scudetto e la Champions League.

### Nazionale
Nel 2011 viene convocata nella nazionale italiana under 18 con cui vince la medaglia d'argento al campionato europeo e al Festival olimpico della gioventù europea; nel 2012 è in quella under 19, conquistando il bronzo al campionato continentale, mentre nel 2013 è nella nazionale under 20.
Nel 2013 ottiene anche le prime convocazioni nella nazionale maggiore. Nel 2017 si aggiudica la medaglia d'argento al World Grand Prix, per poi vincere, l'anno successivo, una medaglia dello stesso metallo al campionato mondiale. Nel 2019 ottiene il bronzo al campionato europeo: nella stessa competizione si laurea campionessa d'Europa nell'edizione successiva. Nel 2022 conquista la medaglia d'oro alla Volleyball Nations League e quella di bronzo al campionato mondiale.

## Palmarès

### Club
- Campionato italiano: 2

2016-17, 2024-25
- Coppa Italia: 4

2014-15, 2017-18, 2018-19, 2024-25
- Supercoppa italiana: 2

2017, 2024
- Campionato mondiale per club: 1

2024
- CEV Champions League: 2

2018-19, 2024-25
- Challenge Cup: 1

2023-24
- WEVZA Cup: 1

2023

### Nazionale (competizioni minori)
- Campionato europeo under 18 2011
- Festival olimpico della gioventù europea 2011
- Campionato europeo under 19 2012
- Montreux Volley Masters 2018